# Michel Bénazet
Pas d'image ? Cliquez ici

a Compétitions nationales et continentales officielles uniquement.

Michel Bénazet, né le 1er septembre 1908 à Béziers et mort le 26 janvier 1990 à Toulouse, est un joueur de rugby à XV et de rugby à XIII évoluant au poste d'arrière ou de demi de mêlée en rugby à XV et d'arrière en rugby à XIII dans les années 1920 et 1930.
Sa carrière sportive est composée de deux phases. La première se déroule au club de rugby à XV du Stade toulousain avec lequel il dispute le Championnat de France de rugby à XV et remporte le Challenge Yves du Manoir en 1934. Il change de code de rugby pour du rugby à XIII et rejoint Bordeaux XIII atteignant la finale du Championnat de France en 1936 puis rejoint le Toulouse olympique XIII.

## Palmarès

### Rugby à XV
- Collectif :
  - Vainqueur du Challenge Yves du Manoir : 1934 (Stade toulousain).

### Rugby à XIII
- Collectif :
  - Vainqueur du Championnat de France : 1937 (Bordeaux).
  - Finaliste du Championnat de France : 1936 (Bordeaux).

#### Statistiques
| Saison    | Saison             | Championnat           | Championnat | Coupe           | Coupe      |
| Saison    | Saison             | Comp.                 | Class.      | Comp.           | Class.     |
| --------- | ------------------ | --------------------- | ----------- | --------------- | ---------- |
| 1935-1936 | Bordeaux           | Championnat de France | Finaliste   | Coupe de France | 1/2 finale |
| 1936-1937 | Bordeaux           | Championnat de France | Champion    | Coupe de France | 1/2 finale |
| 1937-1938 | Toulouse olympique | Championnat de France | 1/2 finale  | Coupe de France | 1/4 finale |